# كأس الجزائر للسيدات
كأس الجزائر لكرة القدم للسيدات هي مسابقة رياضية تتنافس فيها جميع أندية كرة القدم النسائية الجزائرية , تم إنشاؤه خلال موسم 1998-1999 .
النادي الأكثر تتويجا هو اتحاد الجزائر الوسطي ( عشرة ألقاب ) , وفاز نادي افاق غليزان باللقب ستة مرات .

## النهائيات
| الموسم      | التاريخ       | الوصيف                          | النتيجة    | الفائز                          |
| ----------- | ------------- | ------------------------------- | ---------- | ------------------------------- |
| 1998-1999   | 2جويلية1998   | مشعل البليدة                    | 1-3        | نادي بجاية                      |
| 1999-2000   | 1نوفمبر2000   | الجمعية الرياضية للجزائر الوسطى | 0-3        | فتيات قسنطينة                   |
| 2000-2001   | 1 مايو 2001   | الجمعية الرياضية للجزائر الوسطى | 1-2        | انتصار وهران                    |
| 2001-2002   | 5 مايو 2002   | الجمعية الرياضية للجزائر الوسطى | 2-3        | انتصار وهران                    |
| 2002-2003   | 3 مايو 2003   | الجمعية الرياضية للجزائر الوسطى | 2-3        | الجمعية الرياضية للإنفلات بجاية |
| 2003-2004   | 9 مايو 2004   | الجمعية الرياضية للجزائر الوسطى | 1-2        | انتصار وهران                    |
| 2004-2005   | 12 مايو 2005  | الجمعية الرياضية للجزائر الوسطى | 1-6        | النادي الرياضي النسوي وهران     |
| 2005-2006   | 1 يونيو 2006  | الجمعية الرياضية للجزائر الوسطى | 1-4        | الجمعية الرياضية للإنفلات بجاية |
| 2006-2007   | 24 مايو 2007  | الجمعية الرياضية للجزائر الوسطى | 2-7        | جوهرة كنستال                    |
| 2007-2008   | 18 يونيو 2008 | الجمعية الرياضية للجزائر الوسطى | 01         | افاق غليزان                     |
| 2008-2009   | 2 مايو 2009   | الجمعية الرياضية للجزائر الوسطى | 0-1        | افاق غليزان                     |
| 2009-2010   | 15 أبريل 2010 | افاق غليزان                     | 0-3        | الجمعية الرياضية للجزائر الوسطى |
| 2010-2011   | 30 مايو 2011  | افاق غليزان                     | 0-0, (2-3) | شباب العربي التبسي بلوزداد      |
| 2011-2012   | 13 أبريل 2012 | افاق غليزان                     | 1-2        | فتيات قسنطينة                   |
| 2012-2013 · | 26 أفريل 2013 | افاق غليزان                     | 0-5        | فتيات قسنطينة                   |
| 2013-2014   | 26 أبريل 2014 | افاق غليزان                     | 1-4        | فتيات قسنطينة                   |
| 2014-2015   | 26 مايو 2015  | الجمعية الرياضية للجزائر الوسطى | 0-0, (1-3) | فتيات قسنطينة                   |
| 2015-2016   | 30 أبريل 2016 | افاق غليزان                     | 1-2        | فتيات قسنطينة                   |
| 2016-2017   | 12 مايو 2017  | الجمعية الرياضية للجزائر الوسطى | 1-2        | جمعية الخروب                    |
| 2017-2018   | 12            |                                 |            |                                 |

## وصلات خارجية
- الموقع الرسمي للإتحادية الجزائرية لكرة القدم